# Kanada irvinei
Kanada irvinei är en insektsart som beskrevs av William Lucas Distant 1908. Kanada irvinei ingår i släktet Kanada och familjen hornstritar. Inga underarter finns listade i Catalogue of Life.